# Mesolithisches Hornwerkzeug aus Motala
Das aus einer Geweihsprosse geschnitzte mesolithische Hornwerkzeug aus Motala (Fundnummer F454) stammt aus der mittleren Steinzeit und wurde 2010 in Motala in Östergötland in Schweden gefunden.
Motala liegt am Ostufer des Vättern und am Abfluss des Flusses Motala. Der Ort ist einer der reichsten mesolithischen Fundplätze im Norden Skandinaviens aus der Zeit zwischen 6000 und 4000 v. Chr. Die Ausgrabungen im feuchten Sediment des Flusses Motala haben große Mengen von Knochenmaterial und Holzgegenständen erbracht, welche im anderen Kontext selten erhalten blieben. Die meisten sind Harpunen und Fischspeere.
Der Phallus-ähnliche Fund ist etwa 12 cm lang und hat einen Durchmesser von zwei Zentimetern. Die Entstehungszeit des Objekts aus dem Geweih eines Rothirschs wurde mit der Radiokarbonmethode auf die Jahre 5650–5340 v. Chr. datiert.